# Rudolf Eickemeyer Jr.

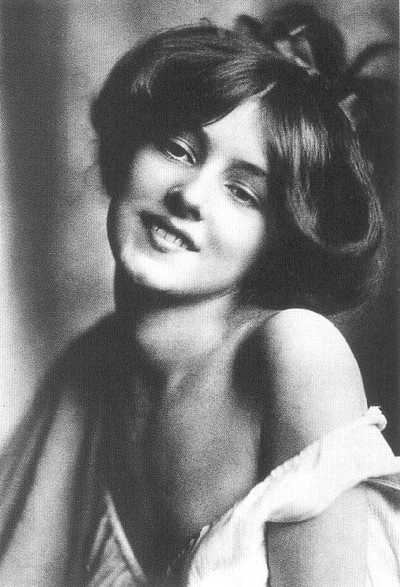
Rudolf Eickemeyer Jr.: Evelyn Nesbit, 1901

Rudolf Eickemeyer Jr. (* 7. August 1862 in Yonkers, New York; † 25. April 1932 ebenda) war ein US-amerikanischer Fotograf.

## Leben
Rudolf Eickemeyer wurde 1862 in Yonkers, New York, geboren, wo er sein ganzes Leben verbrachte. Sein Vater, Rudolf Eickemeyer Sr., ein aus Bayern stammender Erfinder, gründete die Firma Osterheld and Eickemeyer, die mit der Erfindung einer Hutblockmaschine die Hutindustrie revolutionierte. Sein Sohn trat 1879 als Zeichner in die Firma seines Vaters ein. Rudolf interessierte sich zunächst für die Fotografie, um die Erfindungen seines Vaters zu dokumentieren. Am 2. Februar 1884 kaufte er seine erste Kamera, eine PlatyscopeB, und einen Tag später machte er sein erstes Foto, einen Albuminabzug seiner Schwester. Fasziniert von den künstlerischen Möglichkeiten der Fotografie zog Rudolf Eickemeyer eine Laufbahn als Fotograf in Betracht, blieb aber auf Wunsch seines Vaters im Familienunternehmen.  
Nach dem Tod des Vaters 1895 verließ er die Firma und trat in das auf Porträts spezialisierte Carbon Studio in Manhattan ein. Dort machte er sich einen Namen mit Aufnahmen von Frauen der High Society. Im selben Jahr wurde er zusammen mit Alfred Stieglitz als erster Amerikaner in den englischen Fotografenverband The Linked Ring aufgenommen. 1900 trat Rudolf Eickemeyer dem New York Camera Club bei und zeigte in seiner ersten Einzelausstellung 154 Werke. Im selben Jahr veröffentlichte er sein erstes Buch Down South und wurde künstlerischer Leiter des Campbell Art Studio an der Fifth Avenue, wo er unter anderem das berühmte Fotomodell Evelyn Nesbit fotografierte.
1904 erhält Rudolf Eickemeyer die Goldmedaille für Fotografie auf der Weltausstellung in St. Louis. 1911 wird er von William Randolph Hearst beauftragt, anlässlich der Krönungsfeierlichkeiten von König Georg V. die amerikanischen Ehefrauen des britischen Adels zu fotografieren. 1922 organisierte Rudolf Eickemeyer eine Retrospektive seines Werkes in den Anderson Galleries in New York. 1929 übergab er den Großteil seiner Fotografien dem Smithsonian Institute. Er starb 1932 im St. John’s Hospital in Yonkers.

## Werk

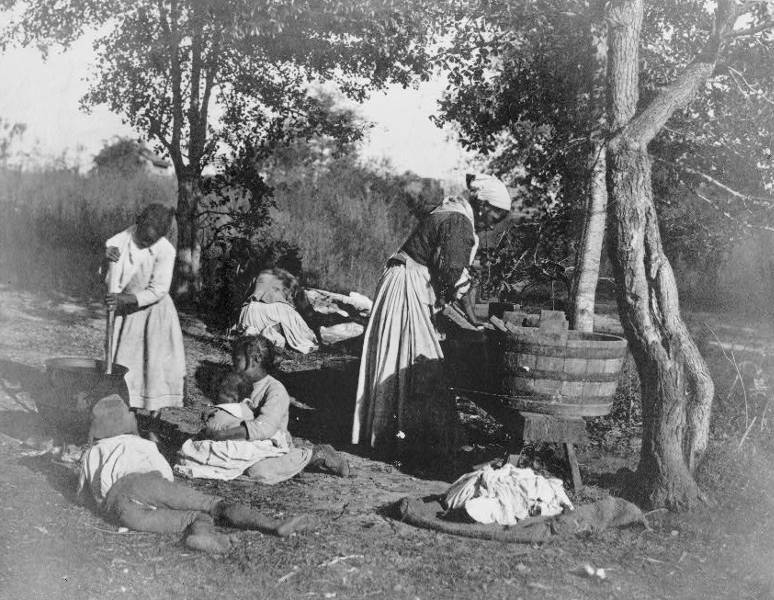
Rudolf Eickemeyer Jr.: Washing day on the plantage, 1887

Rudolf Eickemeyer war ein Vertreter des Piktorialismus und bekannt für seine Porträts von Frauen der High Society, insbesondere von Evelyn Nesbit. Seine Fotografien wurden weltweit in zahlreichen Ausstellungen gezeigt und mit über hundert Medaillen ausgezeichnet. Seine Werke befinden sich heute unter anderem im Besitz des Smithsonian Institute und des Hudson River Museum in Yonkers, das über 200 seiner Fotografien besitzt.